# باول إس. دورتي
باول إس. دورتي (بالإنجليزية: Paul C. Doherty)‏‏ (21 سبتمبر 1946 في ميدلزبرة - ) كاتب، ومؤرخ، وروائي من المملكة المتحدة.

## الجوائز
- نيشان الامبراطورية البريطانية من رتبة ضابط